# Jehoszua Chankin
Jehoszua Chankin (ur. 26 grudnia 1864 w Krzemieńczuku, zm. 11 listopada 1945 w Tel Awiwie) – żydowskiego działacz ruchu syjonistycznego. Z ramienia Światowej Organizacji Syjonistycznej odpowiadał za zakup gruntów w Palestynie pod panowaniem osmańskim i brytyjskim.

## Życiorys

### Dzieciństwo i młodość

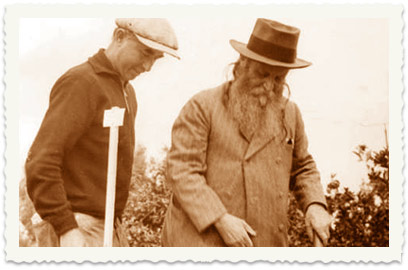
Jehoszua Chankin w Dolinie Jezreel, lata 20. XX wieku

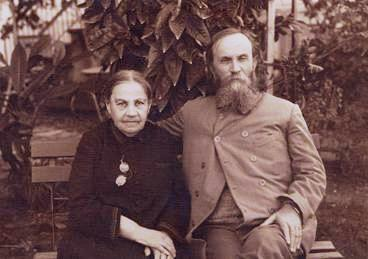
Jehoszua i Olga Chankin

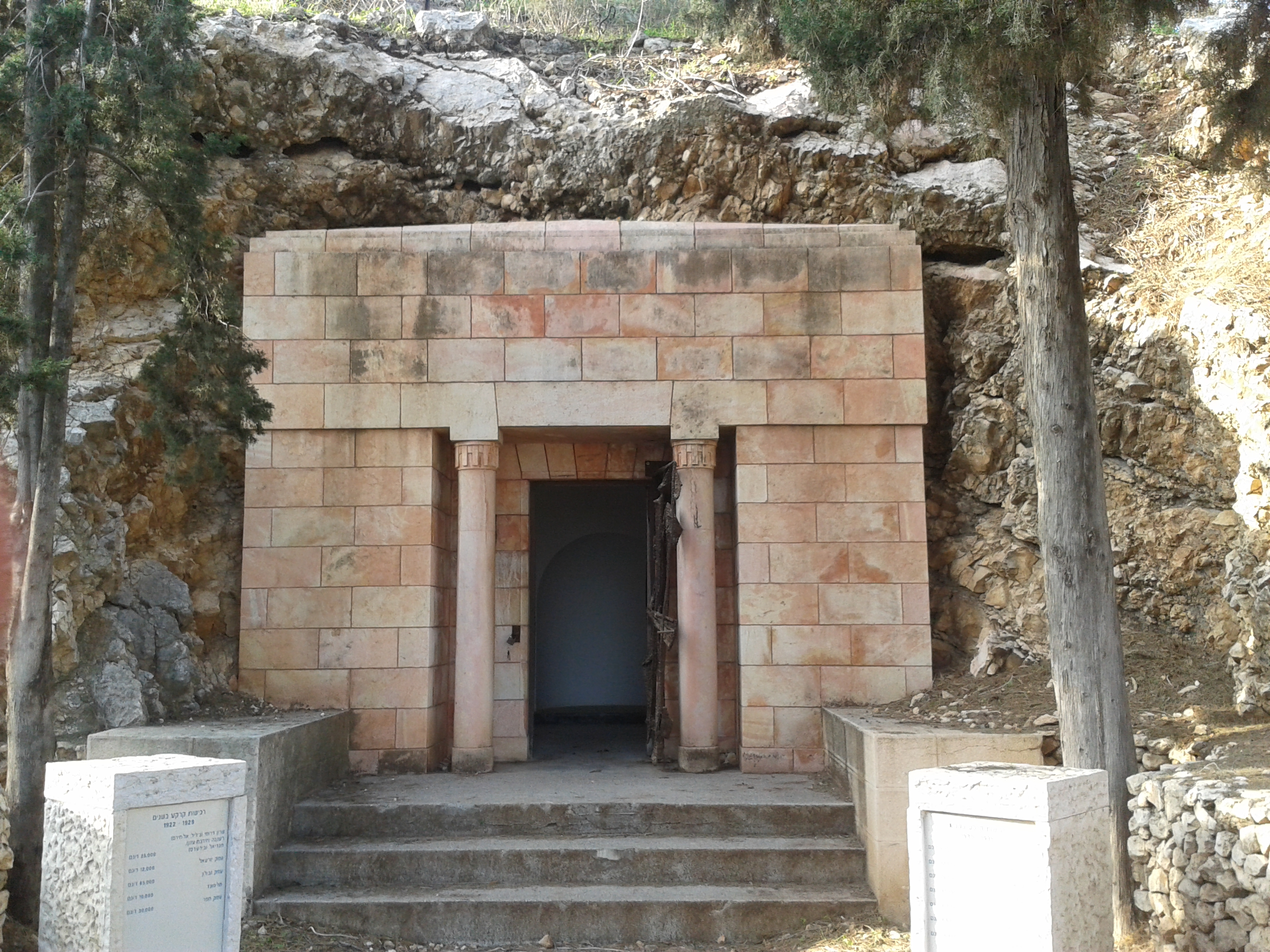
Grób w Parku Narodowym Majan Charod

Jehoszua urodził się w 1864 roku w małej wiosce położonej w pobliżu miejscowości Krzemieńczuk (obecna Ukraina) w Imperium Rosyjskim. Jego rodzice - Sara i Jehuda Leib - mieli siedmioro dzieci (czterech synów i trzy córki). Była to tradycyjna rodzina żydowska. Ojciec utrzymywał się z rolnictwa i był mocno zaangażowany w rozwój edukacji. Wyjaśnia to powód wysłania młodego Jehoszuy do szkoły w pobliskim mieście. W gimnazjum zapoznał się on z językiem, kulturą i literaturą rosyjską. Gdy w 1882 roku władze carskie wprowadziły Prawa majowe, w ich konsekwencji wybuchły pogromy Żydów w Imperium Rosyjskim. W rezultacie rodzina Chankin przyłączyła się do ruchu syjonistycznego Chowewej Syjon i zimą 1882 roku wyemigrowała do Palestyny.

### Ziemia Izraela
W owym czasie Palestyna znajdowała się pod panowaniem osmańskim. Rodzina Chankin zamieszkała w mieście portowym Jafa. Ojciec Chankina pragnął osiedlić się na wsi i pracować w roli. Zaangażował się nawet w próbę zakupu ziemi w nowo powstającej osadzie Nes Cijjona, działania te jednak zakończył się niepowodzeniem. Zamieszkali wtedy w osadzie Riszon le-Cijjon. Wiedza rolnicza rodziny Chankin umożliwiła im utrzymanie niezależności, w odróżnieniu od pozostałych osadników, których egzystencja była uzależniona od pomocy barona Edmonda de Rothschilda. Niezależność ta stała się przyczyną konfliktu, i doprowadziła w 1887 roku do przeprowadzenia się do osady Gedera. Jehoszua zaprzyjaźnił się tutaj z miejscowymi Arabami – poznał język arabski, a często odwiedzając ich domy dobrze poznał kulturę i zwyczaje. W tym samym czasie do Palestyny napływała fala Pierwszej Aliji (lata 1881-1903). Duża ilość nowych imigrantów wpływała na znaczny wzrost cen gruntów i nieruchomości. Chankin dostrzegł w tym szansę dla siebie i postanowił sprzedać po wysokiej cenie swoją ziemię w Gederze i powrócił do Jafy. Następnie zaangażował się w handel ziemią.

Pierwszym zakupem Chankina było nabycie w 1890 roku ponad 4 tys. hektarów ziemi w rejonie arabskiej wioski Chirbat Duran. Zakup przeprowadził za pożyczone pieniądze, które zobowiązał się zwrócić w krótkim czasie. Chankin natychmiast zwrócił się do działaczy ruchu syjonistycznego z propozycją odsprzedania gruntów. Mimo pewnych trudności udało mu się zrealizować transakcję i na ziemi tej powstała żydowska osada Rechowot. Rok później w podobny sposób zakupił ponad 12 tys. hektarów podmokłych gruntów, na których powstała osada Hadera. Następnie Chankin rozpoczął współpracę z syjonistyczną organizacją Palestine Jewish Colonization Association, pomagając w kupowaniu gruntów w Galilei. W 1908 roku do Palestyny przyjechał Arthur Ruppin, który objął kierownictwo nad Przedsiębiorstwem Ziemi Izraela z siedzibą w Jafie. Chankin dołączył do niego i w 1909 roku we współpracy z Otto Warburgiem rozpoczął wykupywanie arabskich gruntów w Dolinie Jezreel w Dolnej Galilei. W 1909 roku zakupił ziemię, na której w 1911 roku powstało gospodarstwo Merchawja. Arthur Ruppin w następujących słowach opisał historię tej transakcji: 
„W celu realizacji tego planu, biuro w Jafie przekazałem panom Kalwariski i Joshua Chankin. Ten ostatni, to młody człowiek w wieku dwudziestu pięciu lat, który już wykazał swoje umiejętności w takich negocjacjach w zakresie nabywania gruntów dla kolonii Rechowot i Hedera. Dzięki energicznej pracy udało mu się w 1891 roku osiągnąć porozumienie z wielkimi właścicielami w Dolinie Jezreel i na Równinie Akki, zakupując 160.000 dunamów [160 km²] w cenie 15 franków za dunam [15000 frank/km²] ... Jednak przed podpisaniem umowy, rząd turecki zaalarmowany wzrostem napływu rosyjskich Żydów, zakazał pełnej imigracji żydowskiej. Ten cios okazał się katastrofalny dla negocjacji. Rosyjskie stowarzyszenia utworzone w celu zakupu ziemi zostały rozwiązane i nie udało się przekazać obiecanych pieniędzy, a cały wspaniały projekt upadł ... Dopiero w 1910 roku, Chankin - który w międzyczasie kupił ziemie w Dolnej Galilei - wznowił negocjacje w Dolinie Jezreel.”
W ten sposób rozwijane było osadnictwo żydowskie w Palestynie. Ściśle współpracowali z Żydowskim Funduszem Narodowym, kupując grunty od różnych podmiotów, aby w ten sposób zapobiec wzrostowi cen z powodu wzrostu popytu na ziemię. Cała sytuacja zaczęła się gwałtownie pogarszać w 1914 roku, gdy wraz z wybuchem I wojny światowej władze tureckie wprowadziły liczne ograniczenia i represje wobec Żydów w Palestynie. W 1915 roku Chankin został przesiedlony do Anatolii. W wyniku wojny, w 1918 roku cała Palestyna przeszła pod panowanie Brytyjczyków, którzy w 1922 roku formalnie utworzyli na tym obszarze Mandat Palestyny. Stworzyło to korzystne warunki dla rozwoju osadnictwa żydowskiego. Chankin powrócił i bardzo szybko wznowił swoją pracę. W 1920 roku wynegocjował z rodziną Sursok z Bejrutu warunki zakupu znacznych ilości ziemi w Dolinie Jezreel. Po zakończeniu negocjacji okazało się, że w rzeczywistości nie ma pieniędzy na sfinansowanie zakupu. Dopiero interwencja Chaima Weizmana zmusiła Żydowski Fundusz Narodowy do wyłożenia pieniędzy na ten zakup. Ziemie te stały się miejscem powstania wielu kibuców i moszawów, w tym Nahalal, Ginnegar, Kefar Jehoszua, Gewa, Tel Josef i Bet Alfa. Większość z tych gruntów była podmokła i bagienna, i z tego powodu uznawana przez Arabów za bezwartościową. Nowo powstałe społeczności żydowskie bardzo szybko przekształciły te grunta w urodzajne pola uprawne.
W 1932 roku Chankin został członkiem Israel Land Development Company. Zmarł w 1945 roku w Tel Awiwie i został pochowany na Wzgórzach Gilboa. Jego grobowiec znajduje się w Parku Narodowym Majan Charod.

## Ciekawostki
Moszaw Kefar Jehoszua został nazwany na jego cześć.